# Rojo sobre rojo (1995)
Rojo sobre rojo es el tercer álbum de estudio de Estados Alterados, publicado por Discos Fuentes y distribuido por el subsello Factory Records en 1995, la producción igual que la anterior entrega corrió por cuenta de Federico López. 
Este disco recibió críticas mixtas ya que tiene un sonido diferente, que se aproxima más al pop latino que al synth-pop característico de sus dos primeros LP, Rojo sobre rojo lograría una rotación mayor a nivel "Comercial", lo anterior debido a las "imposiciones" del sello disquero que poseía los derechos del grupo y vio lucrativo la inclusión de trompetas y coros femeninos más cercano al estilo de bandas como Vilma Palma.

## Álbum
En la grabación de este álbum el grupo contó con un personal de músicos más amplio que el de sus anteriores proyectos,  entre ellos el reconocido Fruko participando en la música para «Algo más que compasión», Diego Galé interpretó las congas, Pablo Santaella -del grupo de Franco de Vita- participó en el trombón, y el famoso pianista de jazz neoyorquino Eugene Uman hizo lo propio. En palabras del grupo Rojo Sobre rojo significa alerta, ritmo, fuerza y equilibrio.
Entre las canciones más destacadas  de este trabajo están los sencillos «Paraíso», «Fiebre de Marzo» y «Te Veré», mientras que algunas como «Los amos de la información» o «Ángel Perdido» se acercan más a sus anteriores producciones aunque en esta nueva etapa se alejaran del sonido oscuro de sus primeros dos discos.

## Lista de temas
| Rojo sobre rojo |                              |          |  |
| N.º             | Título                       | Duración |  |
| 1.              | «Paraíso»                    | 3:06     |  |
| 2.              | «Fiebre de Marzo»            | 3:34     |  |
| 3.              | «Te Veré»                    | 3:47     |  |
| 4.              | «Algo más que compasión»     | 3:35     |  |
| 5.              | «Al revés»                   | 3:53     |  |
| 6.              | «La Trampa»                  | 4:16     |  |
| 7.              | «El Armario»                 | 3:22     |  |
| 8.              | «Lléname de Estrellas»       | 3:25     |  |
| 9.              | «Los amos de la información» | 3:52     |  |
| 10.             | «Angel Perdido»              | 5:03     |  |
| 37:53           |                              |          |  |

## Videoclips
- «La Fiebre de Marzo»

## Músicos
Estados Alterados
- Fernando Sierra -Elvis-
- Ricardo Restrepo -Ricky
- Gabriel Lopera -Tato-

Músicos Invitados
- John Henao -Heneas- piano & teclados
- Eugene Uman - piano
- Federico López - guitarra
- Diego Galé - percusión
- Jairo Gómez - bajo
- Pablo Santaella - trombón
- Victor Garces - trompeta
- Hugo Fernández - trompeta
- Pilar Lozano - Coros
- Bibiana Ramírez - Coros
- Elkin Serna - Coros